# Fraude bancario

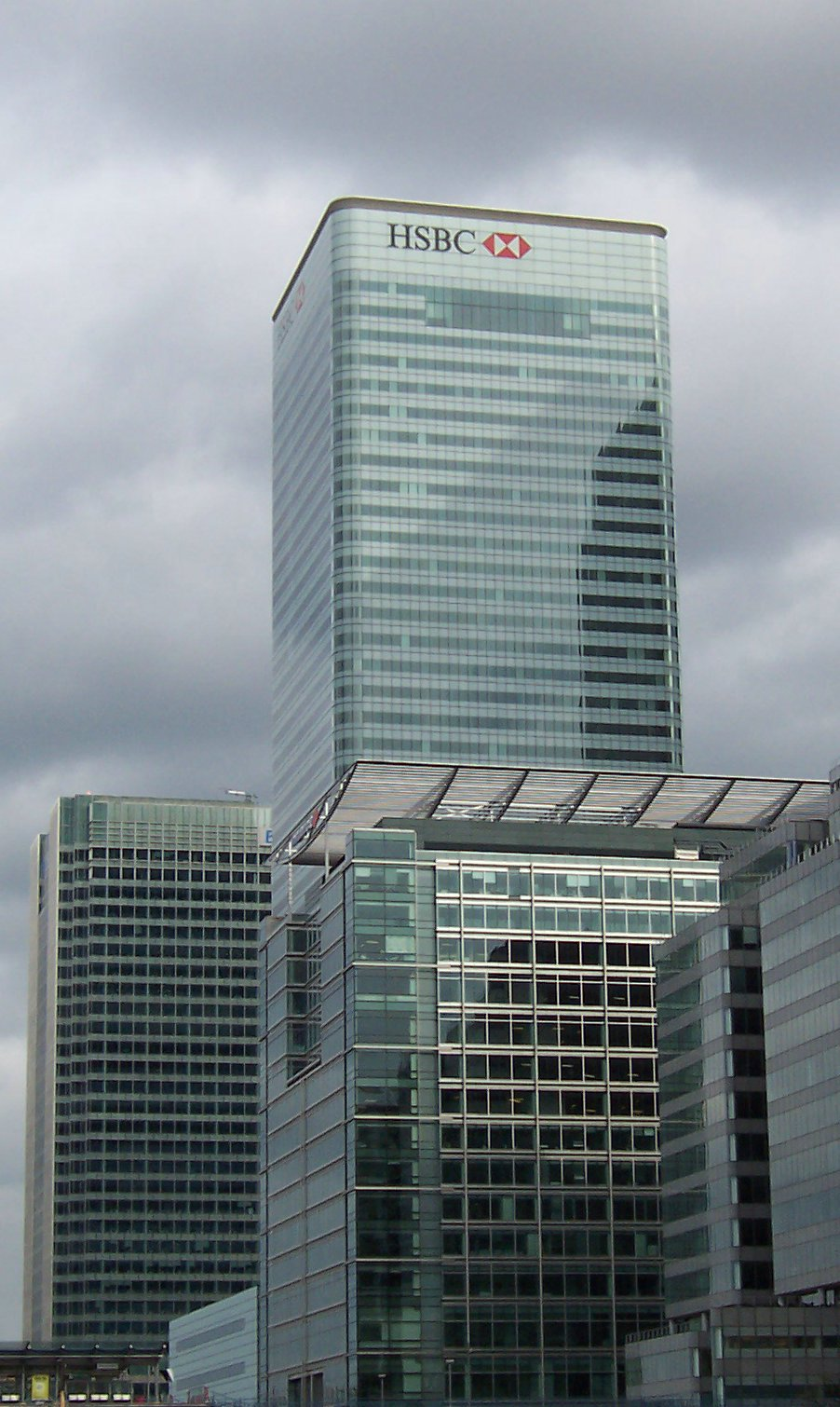
Torre HSBC, sede internacional del grupo bancario y financiero HSBC, Londres, 2005.
Corrupción bancaria: El banco HSBC aparece en la lista Lagarde de 2.000 defraudadores que es parte de la Lista Falciani con más de 130 000 evasores fiscales que Hervé Falciani sustrajo de la filial suiza del banco HSBC y que ha servido en diversos países para destapar casos de evasión fiscal entre febrero de 1997 y diciembre de 2007.

La corrupción bancaria, fraude bancario, estafa financiera  o fraude bursátil es el delito de fraude o estafa por prácticas ilegales ya sea realizado por los bancos, entidades financieras o sus directivos en la comercialización de productos -hipoteca, depósito bancario, créditos, acciones, preferentes-, colaboración en la evasión fiscal, alteración intencionada del tipo de referencia del interés variable o comisiones bancarias abusivas, con la intención de obtener mayores beneficios, pagar menos impuestos o pagar menores retribuciones a los usuarios, clientes y accionistas bancarios.
El término también se usa para los delitos cometidos por particulares frente a otros particulares o frente a las oficinas de recaudación de impuestos, entidades bancarias privadas o bancos centrales  para conseguir un beneficio económico mediante el uso fraudulento de tarjetas, evasión de impuestos, elusión de impuestos, falsificación de monedas, dinero falsificado, robo de identidad, falsificación de firmas y documentos, así como otros engaños y estafas.

## Fraudes realizados por los bancos
Las entidades bancarias pueden llegar a realizar fraude o estafa por diferentes medios ya sea en beneficio exclusivo de los directivos o en el de la entidad bancaria o financiera, para mejorar sus resultados o evitar quiebras o pérdidas.

### Fraude por evasión fiscal y blanqueo de capitales amparados en el secreto bancario
En ocasiones el defraudador, con la tolerancia de la entidad bancaria, aprovechando el secreto bancario y las diferentes legislaciones nacionales constituye sociedades interpuestas, utiliza intermediarios -perros de paja- para crear cuentas en bancos nacionales y paraísos fiscales (Offshore & Compañía extraterritorial) para evadir impuestos y blanqueo de capitales.
Estos fraudes no perjudican a las entidades bancarias ya que les permite conseguir depósitos -sean legales o no- protegidos por el secreto bancario. El perjuicio suele ser para los países donde se comete el delito que dejan de percibir impuestos. La lista Lagarde, la lista Falciani (Hervé Falciani) y el Swiss Leaks han puesto en evidencia la generalización de la delincuencia financiera y la evasión fiscal con la protección de los bancos y en ocasiones, como en el caso de las filtraciones de Luxemburgo o Lux Leaks-, de los gobiernos.

#### Lista Lagarde
La lista Lagarde contiene los nombres de unos 2000 potenciales evasores fiscales con cuentas no declaradas en el banco suizo HSBC en Ginebra. La lista es una pequeña parte de la lista Falciani.

#### Lista Falciani
La lista Falciani contiene más de 130 000 evasores fiscales que Hervé Falciani sustrajo de la filial suiza del banco HSBC y que ha servido en diversos países para destapar casos de evasión fiscal en países de todo el mundo. La Hacienda de España recibe los listados en mayo de ese mismo 2013 y comienza investigaciones sobre 659 de los 1500 nombres que reciben recuperando 260 millones de euros de evasores fiscales entre los que estaban el del presidente del Banco Santander, Emilio Botín, y su familia. También aparecen nombres relacionados con la trama Gürtel, como Francisco Correa.

#### Swiss Leaks
El Swiss Leaks es una filtración del año 2015 sobre uno de los fraudes más conocidos que afectaría a la multinacional británica HSBC a través de la subsidiaria de Suiza, HSBC Private Bank (Suisse).

#### Caso Emperador
El Caso Emperador, destapado en España en 2012, tenía la evasión de impuestos como su objetivo fundamental. Entre otros, el banquero suizo Marc Pérez, del HSBC estaba implicado.

### Fraude en los índices de referencia bancaria: euribor y libor
El fraude en los índices de referencia bancaria (euribor, libor, IRPH u otros) es la alteración o modificación fraudulenta de éstos índices utilizados para conformar el interés variable en la concesión de créditos, hipotecas, intereses de depósitos y otros productos bancarios.
- Fraude del euribor y el libor. La estafa europea del euribor calificada como la mayor estafa financiera de Europa[20] consistió en la alteración del índice por entidades y grupos bancarios incumpliendo la normativa. Estarían afectados millones de contratos. La Comisión Europea, en 2013, impuso multas, rídiculas para los denunciantes, a los siguientes bancos: Deutsche Bank, JP Morgan, HSBC, Royal Bank of Scotland, Crédit Agricole, Société Générale, Citigroup y el bróker RP Martin.[21][22][23]
- Engaño del Índice de Referencia de Préstamos Hipotecarios en España.

### Fraudes en la contabilidad bancaria
La legislación de los distintos países suele garantizar hasta una cantidad los depósitos, para ello exige aportaciones de los bancos, seguros, un coeficiente de caja (dinero líquido disponible también llamado coeficiente legal de reservas, y coeficiente de reservas) y transparencia contable, pero en ocasiones un banco falsea sus cuentas y emite acciones y participaciones y depósitos con las cifras contables falseadas o el coeficiente legal de reservas manipulado. Los casos de Bankia (antigua Caja Madrid) y otras muchas cajas de ahorros españolas quebradas por su mala gestión obligó a un proceso de fusiones y concentraciones con ingentes ayudas públicas para sanear las balances quebrados por la burbuja inmobiliaria española y la consecuente crisis inmobiliaria española 2008-2013. Bankia ha necesitado 147 000 millones de euros en su rescate.

### Fraude de cláusulas ilegales en los contratos de préstamos y depósitos
- Cláusulas suelo ilegales en los contratos de préstamos hipotecarios a interés variable.

- Fraude de las cláusulas suelo en España. Se declaró su nulidad y carácter abusivo por sentencia del Tribunal Supremo de 9 de mayo de 2013. Y el Tribunal de Justicia de la Unión Europea dictaminó, en sentencia inapelable de 21 de diciembre de 2016 su retroactividad total desde la firma.

Para contrarrestar este tipo de prácticas, algunos consumidores recurren a intermediarios independientes como los brokers hipotecarios, que pueden ofrecer asesoramiento profesional y comparar condiciones entre diversas entidades. Su intervención puede ser clave para identificar cláusulas potencialmente abusivas antes de la firma del contrato, aunque su eficacia depende del marco legal y del nivel de regulación existente en cada país.

### Fraude de los directivos en la autoconcesión de beneficios y créditos
- Cobro de dietas, bonos, indemnizaciones, jubilaciones y planes de pensiones por los directivos.

- En España, en 2014, se condenó a 4 exdirectivos bancarios de Caixa Penedès. La Audiencia Nacional condenó a 4 banqueros que se autoncedieron planes de pensiones por valor de unos 30 millones de euros: Ricardo Pagés, Manuel Troyano, Santiago José Abella y Juan Caellas.

- Autoconcesión de créditos, préstamos en condiciones ventajosas o intereses excesivos por depósitos bancarios.

### Fraude por venta de productos de alto riesgo sin transparencia
- Venta de hipotecas basura y bonos estructurados con deuda tóxica. En agosto de 2014 se conoció la sanción al Bank of America de 13 000 millones de euros (16 650 millones de dólares) por venta de bonos estructurados con deuda tóxica que provocaron la crisis de las hipotecas subprime, crisis hipotecaria de 2007, la Crisis financiera de 2008, la crisis de liquidez de septiembre de 2008, el posterior plan de rescate financiero de Estados Unidos de 2008 y la denominada Gran Recesión. Es la mayor multa impuesta por el Departamento de Justicia de EE UU a una entidad financiera. Bank of America es el segundo banco por activos de Wall Street y ha sido la entidad más castigada por los abusos que llevaron a la última crisis financiera, la peor desde la Gran Depresión.[36]
- Venta de acciones preferentes, subprime, derivados financieros y derivados de crédito.[37]
- Fraude de las preferentes en España[38][39] –Caso de las preferentes en Bankia–. El número de clientes afectados por las preferentes en España alcanzaría la cifra de 700 000.[40] En España el número de clientes afectados por la compra de productos de riesgo sin transparencia desde 2005 a 2014 asciende a 1 300 000; entre ellos los fraudes de TelexFree, Gowex, Afinsa, Fórum Filatélico y los afectados por las preferentes.[41]

### Fraude por alteración del precio de acciones
- Alteración del precio de las acciones para comprar barato o vender caro las que se poseen.

### Fraude en comisiones bancarias
- Cobro de comisiones bancarias excesivas e ilegales por las transacciones financieras.

## Fraudes contra bancos, inversores y clientes
Cuando los directivos o trabajadores de una entidad bancaria realizan una estafa o fraude puede afectar tanto a la propia entidad como a los clientes. 

### Caso de Bernard Madoff
La estafa de Bernard Madoff consistió en tomar capitales a cambio de grandes ganancias que al principio fueron efectivas, pero que años más tarde se evidenció consistían en un sistema piramidal o esquema Ponzi, convertido hoy en uno de los mayores fraudes de la historia. Las víctimas de Madoff, con fama de filántropo, fueron tanto las entidades bancarias como grupos de inversores, también fueron víctimas de su estafa algunas fundaciones y organizaciones caritativas, principalmente de la comunidad judía de EE. UU., de la que Madoff era un personaje principal.

## Fraudes realizados contra la banca, el Estado y la sociedad
Los robos, estafas o fraudes a los bancos pueden realizarse por particulares, por grupos organizados y mafias internacionales. Los bancos intentan establecer medidas de seguridad para evitar los fraudes.
Entre los fraudes más comunes y temidos por el sector bancario están:

### Fraudes en las tarjetas de crédito
- Pérdida o robo de tarjeta de crédito. En ocasiones cuando es remitida por correo antes de llegar al titular.
- Duplicado de tarjeta (skimming). Se suele realizar cuando el particular cede su tarjeta para un pago.

### Fraude por suplantación de identidad ophishing
- Suplantación de identidad o phishing. Es el cambio de identidad de los titulares de la tarjeta y el delito puede ser por fraude de uso o toma de posesión de la cuenta bancaria.

### Fraude por robo de datos
- Robo de claves, datos personales y bancarios. Permite la transferencia de efectivo por internet o telefónicamente.

### Fraude contable de empresas o particulares
La ocultación de problemas financieros y por tanto el uso de contabilidad fraudulenta para camuflar gastos e ingresos e inflar el valor de los activos de la empresa, o declarar un beneficio cuando la empresa está operando con pérdidas. Estos registros alterados se utilizan entonces para buscar la inversión en bonos o solicitar préstamos fraudulentos para evitar la quiebra financiera. Algunos fraudes contables: Enron, WorldCom y Ocala Funding. Estas empresas mostraban ganancias cada trimestre, cuando en realidad estaban profundamente en deuda.